# Oossebeek
De Oossebeek is een beek in de Oost-Vlaamse gemeente Oudenaarde.
De beek ontspringt in de Vlaamse Ardennen tussen Mater en Sint-Maria-Horebeke en stroomt in noordelijke richting langs Welden, waar hij uitmondt in de Schelde.
Op de Oossebeek vindt men twee watermolens, namelijk de Zwadderkotmolen en de Oossemolen.